# 楊愈茂
楊愈茂（1533年—？），字伯榮，陝西慶陽府安化縣民籍，西安府三原縣人，明朝政治人物。

## 生平
嘉靖三十四年（1555年）乙卯科陝西鄉試第六十名舉人，四十一年（1562年）中式壬戌科會試第二百三名，三甲第一百六十六名進士。授叙州府推官，隆慶年間任戶部郎中，督餉山西，出为湖广郧阳府知府，萬曆元年（1573年）十二月升辽东行太仆寺少卿兼山东按察司佥事，驻札西平堡，管理马政兼整饬兵备屯田，復除江西按察司副使，四年（1576年）六月调山西按察司副使，五年（1577年）四月降二级调用，七月因山西巡按御史田乐劾奏，被革职闲住。

## 家族
曾祖楊敖；祖父楊彪；父楊仲臣，聽選官。前母折氏；母何氏。慈侍下。